# Elaphidion costipenne
Elaphidion costipenne là một loài bọ cánh cứng trong họ Cerambycidae.